# Parkia
Parkia is een geslacht uit de vlinderbloemenfamilie (Leguminosae). De soorten komen voor in tropisch Afrika, op Madagaskar, tropisch Azië, het westelijke deel van het Pacifisch gebied, Centraal-Amerika en tropisch Zuid-Amerika. Het geslacht is vernoemd naar de Schotse ontdekkingsreiziger Mungo Park.

## Soorten
- Parkia bahiae H.C.Hopkins
- Parkia balslevii H.C.Hopkins
- Parkia barnebyana H.C.Hopkins
- Parkia bicolor A.Chev.
- Parkia biglandulosa Wight & Arn.
- Parkia biglobosa (Jacq.) R.Br. ex G.Don
- Parkia cachimboensis H.C.Hopkins
- Parkia decussata Ducke
- Parkia discolor Spruce ex Benth.
- Parkia filicina (Willd.) Benth. ex Walp.
- Parkia filicoidea Welw. ex Oliv.
- Parkia gigantocarpa Ducke
- Parkia igneiflora Ducke
- Parkia insignis Kurz
- Parkia intermedia Hassk.
- Parkia javanica (Lam.) Merr.
- Parkia korom Kaneh.
- Parkia leiophylla Kurz
- Parkia lutea H.C.Hopkins
- Parkia madagascariensis R.Vig.
- Parkia multijuga Benth.
- Parkia nana D.A.Neill
- Parkia nitida Miq.
- Parkia paraensis Ducke
- Parkia parrii Horne ex Baker
- Parkia parvifoliola Hosok.
- Parkia paya H.C.Hopkins
- Parkia pectinata (Humb. & Bonpl. ex Willd.) Benth.
- Parkia pendula (Willd.) Benth. ex Walp.
- Parkia platycephala Benth.
- Parkia reticulata Ducke
- Parkia sherfeseei Merr.
- Parkia singularis Miq.
- Parkia speciosa Hassk.
- Parkia sumatrana Miq.
- Parkia timoriana (DC.) Merr.
- Parkia truncata R.S.Cowan
- Parkia ulei (Harms) Kuhlm.
- Parkia velutina Benoist
- Parkia versteeghii Merr. & L.M.Perry

... · 
Abrus · 
Acacia · 
Acosmium · 
Adenanthera · 
Adenocarpus · 
Adenodolichos · 
Adenopodia · 
Adesmis · 
Aenictophyton · 
Aeschynomene · 
Afzelia · 
Aganope · 
Albizia · 
Alhagi · 
Alysicarpus · 
Amblygonocarpus · 
Amherstia · 
Andira · 
Angylocalyx · 
Aotus · 
Anthyllis · 
Arachis · 
Archidendropsis · 
Aspalathus · 
Astragalus (hokjespeul) · 
Austrosteenisia · 
Baphia · 
Bauhinia · 
Brachystegia · 
Bolusafra · 
Butea · 
Caesalpinia · 
Cajanus · 
Calicotome · 
Carmichaelia · 
Carrissoa · 
Cassia · 
Castanospermum · 
Ceratonia · 
Chamaecytisus · 
Cicer · 
Clianthus · 
Clitoria · 
Cordyla · 
Coronilla · 
Crotalaria · 
Cyamopsis · 
Cyclopia (honingbos) · 
Cytisus · 
Dalbergia · 
Daviesia · 
Delonix · 
Derris · 
Dialium · 
Dicraeopetalum · 
Dichrostachys · 
Dipteryx · 
Enterolobium · 
Eperua · 
Erythrina (koraalboom) · 
Erythrophleum · 
Faidherbia · 
Genista (heidebrem) · 
Glycine · 
Glycyrrhiza · 
Hardenbergia · 
Hovea · 
Indigofera · 
Inga · 
Lathyrus · 
Lens · 
Lonchocarpus · 
Lotus (rolklaver) · 
Lupinus (lupine) · 
Macrotyloma · 
Medicago (rupsklaver) · 
Melilotus (honingklaver) · 
Mimosa · 
Mora · 
Myroxylon · 
Newtonia · 
Onobrychis · 
Ononis (stalkruid) · 
Ormosia · 
Ougeinia · 
Pachyrhizus · 
Parkia · 
Parkinsonia · 
Parochetus · 
Pericopsis · 
Phaseolus · 
Physostigma · 
Pisum (erwt) · 
Prosopis · 
Psophocarpus · 
Psoralea · 
Pterocarpus · 
Pueraria · 
Racosperma · 
Robinia · 
Rothia · 
Securigera · 
Senegalia · 
Senna · 
Serianthes · 
Sesbania · 
Sophora · 
Spartium · 
Sphenostylis · 
Streblorrhiza · 
Strongylodon · 
Stylosanthes · 
Styphnolobium · 
Swainsona · 
Tamarindus · 
Tephrosia · 
Teramnus · 
Tetragonolobus · 
Tetrapleura · 
Trifolium (klaver) · 
Trigonella (hoornklaver) · 
Ulex · 
Uraria · 
Vachellia · 
Vicia (wikke) · 
Vigna · 
Viminaria · 
Virgilia · 
Wisteria (blauweregen) · 
Zornia · 
Zygocarpum · 
...